# Modèle ruban
Pour les articles homonymes, voir Ruban.

Structures protéiques, de la structure primaire à la structure quaternaire.

Le modèle ruban est une modélisation moléculaire de la structures des protéines,,,. Un ruban permet de visualisr des éléments de la  structure secondaire comme une hélice alpha ou un feuillet bêta et permet de représenter la structure tertiaire. Les divers peptides peuvent être distingués par des couleurs. Les modèles ruban sont utilisés en modélisation moléculaire, par exemple en ingénierie des protéines (de). Le modèle a été établi par Jane Richardson en 1980/1981,,.

## Conventions

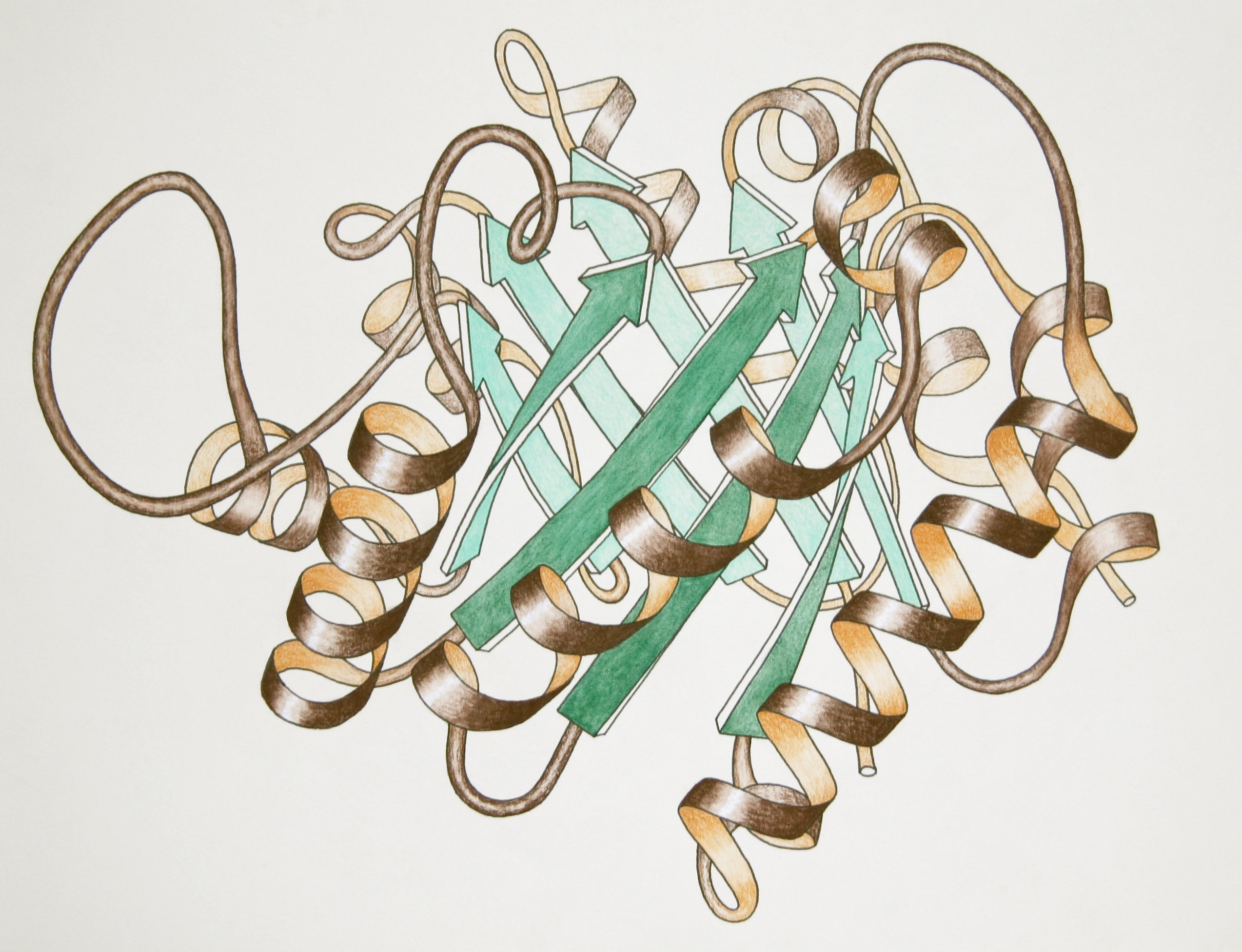
Triose-phosphate isomérase, dessin de Jane Richardson.

Glyoxalase.

| Structure secondaire,                 | Structure secondaire, |
| ------------------------------------- | --- |
| Hélice alpha                          | Ruban cylindrique en spirale, le plan du ruban se trouvant approximativement au niveau de la liaison peptidique.                                                                                 |
| Feuillet bêta                         | Flèche d'une épaisseur de 25 % de la largeur, dirigés de l'extrémité N-terminale vers l'extrémité C-terminale. Les feuillets bêta sont constitués de brins β et de boucles β.                    |
| Brins et autres                       | |
| Brins non répétitifs                  | Brins ronds le long des atomes α C des acides aminés, qui s'amincissent du premier plan vers l'arrière-plan.                                                                                     |
| Connexions entre boucles et hélices   | Brins ronds le long des atomes α C des acides aminés, qui s'aplatissent lors du passage à l'hélice alpha                                                                                         |
| Autres caractéristiques               | |
| Extrémités N-terminale et C-terminale | Petites flèches éventuellement avec lettres. Pour les brins β, la direction de la flèche suffit ; un dégradé de couleurs le long de la séquence d'acides aminés est souvent utilisé à cette fin. |
| Ponts disulfure                       | Avec un double S entrelacé ou avec une ligne en zigzag |
| Groupes prothétiques ou inhibiteurs   | Modèle en bâton ou en boule |
| Métaux                                | Boules |
| Ombres et couleurs                    | Le contraste diminue vers l'arrière-plan |

## Logiciels
Divers programmes ont été développés pour la représentation des protéines dans le modèle ruban, par exemple Molscript de Arthur M. Lesk (en), Karl Hardman et John Priestle, Jmol, DeepView, MolMol, KiNG, UCSF Chimera (en) ou PyMOL.